# Manuela Cecilia Lino Bello
Manuela Cecilia Lino Bello (Hueyapan, Puebla, México; 1942 - 2017) fue una elaboradora, preservadora y promotora de tejidos y bordados de lana trabajados con tintes naturales, colocándola como toda una maestra en los procesos de teñido. Su interés en el arte textil inició a los 7 años, edad en la que aprendió a trabajar el material bajo la tutela de su abuela, quien le enseñó los procesos de obtención, hilado y tejido en telar de cintura de la lana; dedicó gran parte de su vida al desarrollo de tejidos en telar de cintura y bordados con fibras de lana, así como la preservación del teñido tradicional con tintes naturales como el añil, la grana cochinilla, el musgo y el zacatlaxcalli. Lino Bello es considerada la máxima promotora del rescate de las técnicas tintóreas, la indumentaria y los diseños tradicionales de su natal Hueyapan.

## Reconocimientos
Sus conocimientos y su labor cultural la hicieron acreedora a diversos premios, entre los que destacan el Homenaje como Tesoro Viviente del Estado de Puebla en el 2009, mismo año en que recibió el homenaje a Grandes Maestros del Arte Popular por Fomento Cultural Banamex. En el 2016 fue condecorada con el Galardón por Trayectoria Artesanal del Fondo Nacional para el Fomento de las Artesanías (FORNART) y con el Premio Nacional de Artes y Literatura en la categoría de Artes y Tradiciones Populares, máximo reconocimiento mexicano dado a artistas y creadores como celebración a su trayectoria.

## Contribuciones a la comunidad artesana de los pueblos originarios
En 2004, bajo los auspicios de Fomento Cultural Banamex, realizó una estancia en El Salvador para compartir conocimientos sobre el añil y en 2006 impartió un taller sobre tintes naturales organizado por la Organización de las Naciones Unidas para la Educación, la Ciencia y la Cultura (UNESCO).
Trabajando de manera conjunta con María Teresa Pomar (pionera de las artes populares mexicanas), Doña Manuela Cecilia Lino Bello realizó el rescate y rediseño de las prendas tradicionales de Hueyapan, especialmente del tobnicotón, traje originario del municipio que se daba por perdido. También fundó el primer grupo de mujeres artesanas de textiles en su localidad, al cual llamó Tamachichihual, palabra del náhuatl que se traduce como “Elaborado a mano”. Tamachichihual ha impactado tanto a nivel cultural como a nivel económico, pues es el medio de sustento de muchas mujeres nahuas y de sus familias, a fines de la década de los setenta los empleados del Instituto Nacional Indigenista (INI) de Teziutlán, Puebla, reunieron a las bordadoras de Hueyapan para orientarlas en la comercialización de sus prendas y capacitarlas en la venta de sus productos, contribuyendo con ello a la superación de estereotipos comunales y la valoración del trabajo del artesano tradicional de los pueblos originarios.

No solo logró un cambio en su presente, sino que también impacto directamente el futuro de su comunidad, pues formó a nuevas generaciones de artesanas mediante la trasmisión de sus conocimientos y saberes; su casa fue un lugar seguro en el que enseñó a un gran número de jóvenes a entintar y a bordar. Cecilia Jaime Lino, hija de Manuela Cecilia Lino, narra que: 
Ella ha ido apoyando a las mujeres artesanas de este municipio (…) Ahorita podemos ver a las nietas, bisnietas de las mujeres que aprendieron con ella hace algunos años para poder formar este trabajo tan importante que es la artesanía.
Asimismo, Tatiana Falcón, Maestra en Historia del arte, afirma que las técnicas y materiales de Doña Manuela remontaban hasta el siglo XVI: 
Llegué a su casa y me los empezó a describir [los tintes] (…) describía las hojas, la textura, el brillo, los tonos (…) de la misma manera como sabe darte una receta de cocina, sabe darte la receta del tinte.